# 리산드로 마르티네스
리산드로 마르티네스(스페인어: Lisandro Martínez, 1998년 1월 18일~)는 아르헨티나의 축구 선수이다. 포지션은 수비수이며, 현재 프리미어리그의 맨체스터 유나이티드에서 뛰고 있다.

## 수상

#### 아약스
- 에레디비시 : 2020–21, 2021–22
- KNVB컵 : 2020–21
- 요한 크라위프 스할 : 2019

#### 맨체스터 유나이티드
- EFL컵 : 2022-23
- FA컵 : 2023-24

#### 아르헨티나
- 코파 아메리카 : 2021
- FIFA 월드컵 : 2022

### 개인
- 아약스 올해의 선수[1] : 2021-22